# David Keith
David Lemuel Keith (Knoxville, Tennessee, 8 de maio de 1954) é um ator e diretor estadunidense.

## Filmografia
- The Great Santini (1979)
- The Rose (1979)
- Brubaker (1980)
- Back Roads (1981)
- Take This Job and Shove It (1981)
- An Officer and a Gentleman (1982)
- The Lords of Discipline (1983)
- Firestarter (1984)
- White of the Eye (1987)
- The Further Adventures of Tennessee Buck (1988)
- Heartbreak Hotel (1988)
- The Two Jakes (1990)
- Off and Running (1991)
- Running Wild (1992)
- Ernest Goes to School (1994)
- Major League II (1994)
- Raw Justice (1994)
- Deadly Sins (1995)
- The Indian in the Cupboard (1995)
- Gold Diggers: The Secret of Bear Mountain (1995)
- A Family Thing (1996)
- U-571 (2000)
- Men of Honor (2000)
- Behind Enemy Lines (2001)
- Daredevil (2003)
- Raise Your Voice (2004)
- All Souls Day (2005)
- Expiration Date (2006)
- Bottoms Up (2006)
- In Her Line of Fire (2006)
- All Saints (2017)